# 时代广场教堂
40°45′44″N 73°59′02″W / 40.76222°N 73.98389°W
时代广场教堂（Times Square Church）是美国纽约市的一个跨教派教堂，位于曼哈顿剧院区的西51街237号。每周有一百多个民族的大批信徒聚集在一起礼拜。该堂的一个重点是帮助弱势群体。来自该堂的义工参加了四十项事工，从服务纽约市的无家可归者到去南非设立孤儿院。

## 历史
时代广场教堂由大卫·威尔克森牧师创立于1987年。当时，时代广场被称为X级电影，脱衣舞俱乐部，卖淫和吸毒的中心。时代广场教堂最初曾暂时设于曼哈顿43街市政厅以及41街的荷兰剧院。1989年，教会搬到51街前Mark Hellinger Theatre剧院。

## 礼拜
该堂每周共举行六次礼拜：星期日上午10:00 、下午1:00、下午3:00、下午6:00、星期二下午7:00、星期五下午7:00。    
从2007年到2009年，该堂组织了广场祷告（Prayer in the Square）活动，意为在时代广场举行的祷告聚会。

## 建筑
该堂设在一座剧院建筑内，由华纳兄弟建于1930年，名为电影宫。后来改为一座百老汇剧院，名为 Mark Hellinger Theatre. 上演的著名百老汇音乐剧包括《耶稣基督超级巨星》。时代广场教会在1991年购买了这座建筑。当时，建筑物的价值估计在1500万美元＆ndash; 1800万美元。购买后，教会宣布将保持剧院原貌，不会改建。